# Filip Jakob Demšar
Filip Jakob Demšar, slovenski atlet, * 3. april 2000, Ljubljana.
Demšar je zastopal Slovenijo na Evropskem dvoranskem prvenstvu marca 2021 v Torunju na Poljskem. 

## Življenje
Demšar je med leti 2019-2023 treniral in študira v Združenih državah Amerike, na Univerzi Južna Karolina, Columbia. Po končanem študiju se je vrnil v Slovenijo, kjer sedaj nadaljuje s šolanjem na Univerzi v Ljubljani na Fakulteti za Matematiko in Fiziko.

## Dosežki
- 10. mesto, 110 m z ovirami, svetovno prvenstvo U18, Nairobi, 2017
- 18. mesto, 110 m z ovirami, svetovno prvenstvo U20, Tampere, 2018
- 10. mesto, 110 m z ovirami, evropsko prvenstvo U20, Boras, 2019
- 2. mesto, 60 m z ovirami, balkansko dvoransko prvenstvo, Istanbul, 2019
- 13.59s 110m z ovirami PB polfinale European Athletics Championships 11. mesto

## Osebni rekordi[3][1][4]
- 60 m ovire (99 cm) - 7.83  (državni rekord U20)

- 60 m ovire (106 cm) - 7.70
- 110 m ovire (91.4 cm) - 13.82 (državni rekord U20)
- 110 m ovire (99.0 cm) - 13.66 (državni rekord U20)
- 110 m ovire (106 cm) - 13.59 (13.54 z vetrom +2.9 m/s)